# Барсуки (Горецкий район)
Барсуки́ (бел. Барсукі) — деревня в составе Маслаковского сельсовета Горецкого района Могилёвской области Республики Беларусь.

## Население
- 1999 год — 15 человек
- 2010 год — 2 человека